# Estrilda perreini
Estrilda perreini е вид птица от семейство Estrildidae.

## Разпространение
Видът е разпространен в Ангола, Габон, Замбия, Зимбабве, Демократична република Конго, Република Конго, Малави, Мозамбик, Свазиленд, Танзания и Южна Африка.